# Атиль (муниципалитет)
Атиль (исп. Átil) — муниципалитет в Мексике, штат Сонора, с административным центром в одноимённом посёлке. Численность населения, по данным переписи 2020 года, составила 626 человек.

## Общие сведения
Название Átil с языка индейцев пима можно перевести как — наконечник стрелы.
Площадь муниципалитета равна 300,4 км², что составляет 0,2 % от площади штата, а наиболее высоко расположенное поселение Эль-Репресо-де-лос-Гонсалес, находится на высоте 781 метр.
Он граничит с другими муниципалитетами Соноры: на северо-востоке, востоке и юго-востоке с Тубутамой, и на северо-западе, западе и северо-юге с Окитоа.

## Учреждение и состав
Муниципалитет был образован 24 декабря 1934 года, в его состав входит 8 населённых пунктов, самые крупные из которых:
| Код INEGI                  | Населённый пункт                                                                               | Численность населения (2005 год) | Численность населения (2010 год) | Численность населения (2020 год) |
| -------------------------- | ---------------------------------------------------------------------------------------------- | -------------------------------- | -------------------------------- | -------------------------------- |
| 007                        | Всего                                                                                          | 734                              | 625                              | 626                              |
| 0001                       | Атиль (исп. Átil) 30°50′38″ с. ш. 111°35′02″ з. д. (административный центр)                    | 715                              | 609                              | 612                              |
| 0005                       | Эль-Репресо-де-лос-Гонсалес (исп. El Represo de los González) 30°45′00″ с. ш. 111°30′42″ з. д. | 2                                | 2                                | 3                                |
| 0052                       | Санта-Фе (Хесус-Пас) (исп. Santa Fe (Jesús Paz)) 30°50′39″ с. ш. 111°33′32″ з. д.              | 1                                | 6                                | 2                                |
| —                          | Прочие                                                                                         | 16                               | 8                                | 9                                |
| Названия на карте Генштаба |                                                                                                |                                  |                                  |                                  |

## Экономическая деятельность
По статистическим данным 2000 года, работоспособное население занято по секторам экономики в следующих пропорциях:
- сельское хозяйство, скотоводство и рыбная ловля — 28,3 %;
- промышленность и строительство — 40,4 %;
- торговля, сферы услуг и туризма — 30,6 %;
- безработные — 0,7 %.

## Инфраструктура
По статистическим данным 2020 года, инфраструктура развита следующим образом:
- электрификация: 99,5 %;
- водоснабжение: 98,4 %;
- водоотведение: 99 %.